# STV (телеканал)
STV — шотландский бесплатный телеканал, принадлежащий STV Group. Состоит из вещательных лицензий канала ITV, принадлежащих компаниям Scottish Television (ныне STV Central Ltd.) и Grampian Television (ныне STV North Ltd.).
В данный момент STV является единственной частью сети ITV, не принадлежащей компании ITV plc.

## История

Зона вещания STV

2 марта 2006 года SMG plc. (ныне STV Group) объявила, что шотландское телевидение вернётся к брендингу «STV», которое использовалось с 1969 года по 30 августа 1985. Grampian Television также присоединилась к брендингу и переименовалась в STV North Ltd. Новое оформление было запущено 30 мая 2006 года.
В мае 2011 года канал запустил ежедневную программу «STV News» для освещения региональных новостей.

#### Изменения в расписании
В июле 2009 года телеканал заявил, что уберёт из своего расписания ряд сериалов телеканала ITV, заменив их программами, созданными в Шотландии. Подобная практика действовала с ноября 2008 года, когда STV заменяла шоу и сериалы под предлогом «плохой работы в регионе их вещания». Канал также не транслировал Кубок Англии по футболку.
ITV plc заявила, что тем самым STV нарушает сетевые соглашения и подала иск в суд на 38 миллионов фунтов стерлингов. В свою очередь STV подала иск в суд на ITV, утверждая, что компания задолжала деньги и недовольна промоушеном своих рекламных услуг. Тогдашний председатель ITV plc заявил, что его компания была «жертвой» в этом споре.
Под общественным давлением, исполнительный директор STV Group Роб Вудворд в декабре 2009 года заявил, что канал допустил «серьёзную ошибку», отказавшись от показа некоторых программ и сериалов. Компания пообещала продолжить реализацию своего плана по производству большого количества региональных программ и отказаться от сетевого партнёрства с ITV.
27 апреля 2011 года ITV plc и STV Group урегулировали свой спор, в результате которого STV получила 18 миллионов фунтов стерлингов.
В марте 2012 года было объявлено о сделке между ITV и другими владельцами лицензии на вещание. В результате, UTV и STV стали «филиалами» сети, это означает, что каналы будут платить авансовый платёж за права на трансляцию контента ITV. 23 августа STV подтвердил, что сделка с ITV начала действовать.

#### Местные каналы и STV2
В январе 2013 STV были выданы лицензии, позволяющие управлять двумя цифровыми телеканалами в Глазго и Эдинбурге на срок 12 лет. STV Glasgow запущен 2 июня 2014 года, а STV Edinburgh 12 января 2015. Позже, 24 апреля 2017, каналы были объединены в новый телеканал STV2 и работали с другими отделениями в Абердине, Данди и Эйре. В июне 2018 года STV2 был закрыт из-за конкуренции с BBC Scotland.

#### Расследование Ofcom
В марте 2010 The Daily Telegraph сообщила начале расследования британским медиа-регулятором Ofcom из-за утверждений, что STV позволила шотландскому правительству влиять на своё расписание и заменять сериалы на местные программы. В отчёте Ofcom, опубликованном 4 месяца спустя, говорится что канал «очистил от политического влияния» свои художественные сериалы, также было обнаружено, что правительство спонсировало 18 программ канала.

## Телеканалы и сервисы

### STV Player
Видеохостинг принадлежащий STV Group, запущенный в июле 2009 года. В феврале 2019 был запущен сервис STV Player+, позволяющий зрителям с ежемесячной подпиской смотреть контент канала без предварительного просмотра рекламы.
В январе 2021 года, после запуска Sky Q, STV Player заявил, что его ежемесячная аудитория выросла на пятую часть, а онлайн-просмотр на платформе удвоился в годовом исчислении. В этом-же году сервис номинирован на «лучший сервис года» на ежегодной церемонии награждения Эдинбургского международного телевизионного фестиваля.
В результате сделки с дистрибьютором Banijay в июле 2021 года, описанная в то время как «крупнейшая в истории» STV Player, принесла на платформу более 1200 часов нового контента.

#### Проблемы с пропускной способностью
В апреле 2014 года у STV Player произошёл сбой во время трансляции первых дебатов между первым министром Шотландии Алексом Салмондом и бывшим министром финансов Алистером Дарлингом, посвящённым референдуму о независимости Шотландии. Телеканал STV получил эксклюзивные права на трансляцию и отказался делиться ими с другими каналами (включая BBC и Sky News), ITV не стал показывать дебаты в прямом эфире в остальной части Великобритании. Это привело к более высокому, чем ожидалось, спросу на интернет-вещание. STV извинился за проблемы с пропускной способностью. BBC Parliament на следующий день показывал полную трансляцию дебатов.

#### Поддерживаемые платформы
Веб-сайт используется технологию Brightcove Flash, аналогичную тем, которыми пользуются BBC и Channel 4. Он доступен в различных операционных системах, включая Windows, Mac и Linux, а также в интернет-браузерах Chrome, Safari и Firefox.
Приложение для Android было выпущено 9 сентября 2011 года, а для iOS — 22 декабря 2011 года.
STV Player был запущен на Freesat в октябре 2016 года и на Sky UK в ноябре 2019.
В декабре 2020 года было объявлено, что STV Player будет установлен на устройствах Now TV и автоматически появится на домашних экранах у всех пользователей. В то-же время STV Player становиться доступным по всей Великобритании для клиентов Sky Q.
STV был запущен во всей Великобритании через Virgin Media в июне 2020 года.

### STV HD
21 апреля 2010 года STV Group plc. объявила о своём намерении запустить HD-канал перед чемпионатом мира по футболу. Компания вела переговоры с BSkyB и Freesat, чтобы сделать канал доступным через спутник, однако они не увенчались успехом. Телеканал был запущен 6 июня 2010.
В сентябре 2013 года STV через Twitter объявил, что STV HD будет доступен в Sky и Freesat с апреля 2014, почти через 4 года после запуска канала на Freeview и Virgin Media.
В настоящее время STV HD бесплатно транслируется только в западном регионе, в остальных троих (Северный, восточный и Тайсайд) просмотр платный.

### STV +1
4 января 2011 года Freeview раскрыл подробности запуска телеканала ITV +1, который будет вещать со сдвигом во времени. Позже стало известно, что STV также запустит канал STV +1 11 января.
Существует два региональных варианта вещания STV +1 на Freeview и Virgin Media. Один для центральной Шотландии, а второй для северной. Северная версия показывает новости и рекламные новости из Абердина, а центральная версия передаёт новости и рекламу западного региона.
STV +1 доступен для просмотра на платформе STV Player.